# Club Atlético Boca Juniors 1990-1991
Questa voce raccoglie le informazioni riguardanti il Club Atlético Boca Juniors nelle competizioni ufficiali della stagione 1990-1991.

## Stagione
La squadra peggiora la propria posizione rispetto all'annata precedente, passando dal 3º posto del 1989-1990 all'8º del 1990-1991. Nel 1991 arriva Tabarez, in seguito all'esonero di Aimar, e la formazione arriva a vincere il Clausura 1991, imbattuta e con 6 gol subiti dal portiere Navarro Montoya in 19 gare. A livello internazionale, nella Supercoppa Sudamericana supera gli ottavi e viene eliminato dal Peñarol ai quarti con un risultato complessivo di 2-1.

## Maglie e sponsor
Lo sponsor tecnico per la stagione 1990-1991 è Adidas, mentre quello ufficiale è FIAT.
| Casa | Trasferta |

## Rosa
| N. |                      | Ruolo | Calciatore             |
| -- | -------------------- | ----- | ---------------------- |
|    | Argentina (bandiera) | P     | Carlos Navarro Montoya |
|    | Argentina (bandiera) | P     | Esteban Pogany         |
|    | Argentina (bandiera) | D     | Luis Abramovich        |
|    | Argentina (bandiera) | D     | Antonio Apud           |
|    | Argentina (bandiera) | D     | José Cuciuffo          |
|    | Argentina (bandiera) | D     | Blas Giunta            |
|    | Argentina (bandiera) | D     | Néstor Holweger        |
|    | Argentina (bandiera) | D     | Enrique Hrabina        |
|    | Argentina (bandiera) | D     | Jorge Lépez            |
|    | Argentina (bandiera) | D     | Víctor Marchesini      |
|    | Argentina (bandiera) | D     | Carlos Daniel Moya     |
|    | Argentina (bandiera) | D     | Hugo Musladine         |
|    | Argentina (bandiera) | D     | Juan Simón             |

| N. |                      | Ruolo | Calciatore        |
| -- | -------------------- | ----- | ----------------- |
|    | Argentina (bandiera) | D     | Ivar Stafuza      |
|    | Argentina (bandiera) | C     | Raúl César        |
|    | Argentina (bandiera) | C     | Diego Latorre     |
|    | Argentina (bandiera) | C     | Claudio Marangoni |
|    | Argentina (bandiera) | C     | Walter Pico       |
|    | Argentina (bandiera) | C     | José Daniel Ponce |
|    | Argentina (bandiera) | C     | Gerardo Reinoso   |
|    | Argentina (bandiera) | C     | Claudio Tapia     |
|    | Argentina (bandiera) | C     | Diego Soñora      |
|    | Argentina (bandiera) | C     | José Villarreal   |
|    | Argentina (bandiera) | A     | Gabriel Batistuta |
|    | Argentina (bandiera) | A     | Alfredo Graciani  |
|    | Argentina (bandiera) | A     | Daniel Tilger     |

## Statistiche

### Statistiche di squadra
| Competizione          | Punti | Totale | Totale | Totale | Totale | Totale | Totale | DR  |
| Competizione          | Punti | G      | V      | N      | P      | Gf     | Gs     | DR  |
| --------------------- | ----- | ------ | ------ | ------ | ------ | ------ | ------ | --- |
| Campionato - Apertura | 19    | 19     | 6      | 7      | 6      | 18     | 16     | +2  |
| Campionato - Clausura | 32    | 19     | 13     | 6      | 0      | 32     | 6      | +26 |
| Totale                | -     |        |        |        |        |        |        | -   |